# S7 Space
«S7 Space» (рус. эс сэвэн спэйс; юридическое название — ООО «Косми́ческие Тра́нспортные Систе́мы») — российская частная космическая компания, разработчик ракет многоразового использования, оператор проектов «Морской старт» и «Наземный старт».

## История
Компания S7 Space была создана в 2016 году незадолго до заключения сделки между группой S7 и РКК «Энергия» о покупке космодрома «Морской старт» англ. Sea Launch — плавучего комплекса, включающего командное судно Sea Launch Commander и платформу Odyssey с установленным на ней оборудованием ракетного сегмента и наземное оборудование. Российско-украинско-американский проект, запущенный при участии Boeing в 1995 году с 2014 года был законсервирован, а в 2016 году компания-оператор космодрома прошла банкротство и реструктуризацию. Подготовка сделки и нормативное одобрение в США и России заняли 19 месяцев, задолженность перед Boeing компенсировал Роскосмос. В 2020 году судно и платформа были перебазированы на Дальний Восток, однако для этого пришлось демонтировать с космодрома всё оборудование американского и украинского производства. 
Будущее «Морского старта» под управлением S7 Space оказалось омрачено рядом проблем. Возобновить производство ракет «Зенит-2», под которые проектировался «Морской старт» было невозможно из-за необходимости и невозможности кооперации с украинскими КБ «Южное» и ПО «Южмаш», соответственно, требовалась новая ракета-носитель. Ситуация усугубилась после гибели в авиакатастрофе в марте 2019 года совладелицы группы S7 Натальи Филёвой, а затем по проекту ударил экономический кризис, вызванный пандемией COVID-19.

## Разработки

### Орбитальный космодром
В 2018 году S7 Space сообщал о планах создания «орбитального космодрома» на базе элементов МКС. Проект должен был бы на коммерческой основе обеспечивать обслуживание и ремонт на орбите, участвовал бы в доставке грузов, способствовал бы развитию космического туризма и научных экспериментов в космосе. Проект предполагалось реализовать в 2022—2024 годах в формате концессионного соглашения на российский сегмент МКС (однако развития эта инициатива не получила).

### Ракеты-носители
В 2018 году S7 Space получила лицензию на разработку ракет-носителей, а также объявила о разработке на базе одноразовой ракеты-носителя «Союз-5» собственной ракеты с многоразовой первой ступенью (рабочее название — «Союз-7», в модификации для «Морского старта» — «Союз-7SL»). Испытания ракеты планировалось провести в 2022 году с использованием транспортного корабля, который также планировалось разработать в S7 Space. Несмотря на заморозку проекта «Морской старт», разработка этой ракеты была предложена на базе НПО им. Лавочкина с перспективой выхода на испытания в 2024 году.
Осенью 2020 года центр разработок S7 (позднее — S7 Space) начал разработку новой лёгкой двухступенчатой ракеты-носителя для «Морского старта». Планировалось использовать российские двигатели, приобрести технологию производства композитного обтекателя и разработать самостоятельно систему управления и топливную систему. К 2021 году был создан летающий стенд для испытания управления и вычислительных систем, написано необходимое ПО, созданы прототипы элементов топливной системы и корпуса. Однако в июне 2022 года компания свернула разработку и уволила значительную часть сотрудников, которые работали над ракетой-носителем.

### Космический корабль
Параллельно с разработкой собственных ракет S7 Space проектировал возвращаемый грузовой космический корабль, совместимый с «Союзом-7». В нём планировалось использовать наработки по проекту «Федерации» (например, композитный корпус). Двигательный отсек и другие секции планировалось создать в России, корпус — на мощностях S7 в Европе.

## Хронология запусков
| № | Дата, время запуска (московское) | Площадка               | Ракета- носитель | Разгонный блок | КА          | Результат | Видео |
| - | -------------------------------- | ---------------------- | ---------------- | -------------- | ----------- | --------- | ----- |
| 1 | 26.12.2017, 22:00:00             | Площадка 45 (Байконур) | Зенит-3SLБФ      | Фрегат-СБ      | «Ангосат-1» | Успех     | Пуск  |

В 2022 году в прессе и социальных сетях появились сообщения о том, что, в связи с финансовыми проблемами головной компании часть сотрудников S7 Space уволена, а ряд направлений работы приостановлены.